# Пол Хантер
Пол Хантер (енгл. Paul Hunter, Лидс, Енглеска, 14. октобар 1978 — Хадерсфилд, Енглеска, 9. октобар 2006) је био професионални играч снукера. Умро је од рака у 27. години живота.

## Успеси

### Рангирана финала: 5 (3 победа, 2 пораза)
|           | Година | Турнир | Противник у финалу | Скор |
| --------- | ------ | ------ | ------------------ | ---- |
| Победник  | 1998   |        | Џон Хигинс         | 9–5  |
| Финалиста | 2001   |        | Кен Доерти         | 2–9  |
| Победник  | 2002   |        | Кен Доерти         | 9–7  |
| Победник  | 2002   |        | Ијан Макалак       | 9–4  |
| Финалиста | 2004   |        | Џими Вајт          | 7–9  |

### Не-рангирана финала: 4 (4 победа)
|          | Година | Турнир | Противник у финалу | Резултат |
| -------- | ------ | ------ | ------------------ | -------- |
| Победник | 1998   |        | Џејми Бернет       | 5–1      |
| Победник | 2001   |        | Фергал О'брајен    | 10–9     |
| Победник | 2002   |        | Марк Вилијамс      | 10–9     |
| Победник | 2004   |        | Рони О'Саливан     | 10–9     |

### Про-ам финала: 1 (1 победа)
|          | Година | Турнир | Противник у финалу | Резултат |
| -------- | ------ | ------ | ------------------ | -------- |
| Победник | 2004   |        | Метју Стивенс      | 4–2      |

### Аматерска финала: 1 (1 пораз)
|           | Година | Турнир | Противник у финалу | Резултат |
| --------- | ------ | ------ | ------------------ | -------- |
| Финалиста | 1995   |        | Дејвид Греј        | 7–8      |